# سوزان ريد (قاضية)
سوزان ريد (بالإنجليزية: Susan Reed)‏ هي محامية وقاضية أمريكية، ولدت في 28 سبتمبر 1950 في سان أنطونيو في الولايات المتحدة.